# Tunja
Tunja – miasto w środkowej Kolumbii, w Kordylierze Wschodniej (Andy), na wysokości 2820 metrów, ośrodek administracyjny departamentu Boyacá. Około 120 tys. mieszkańców. Siedziba rzymskokatolickiej archidiecezji.

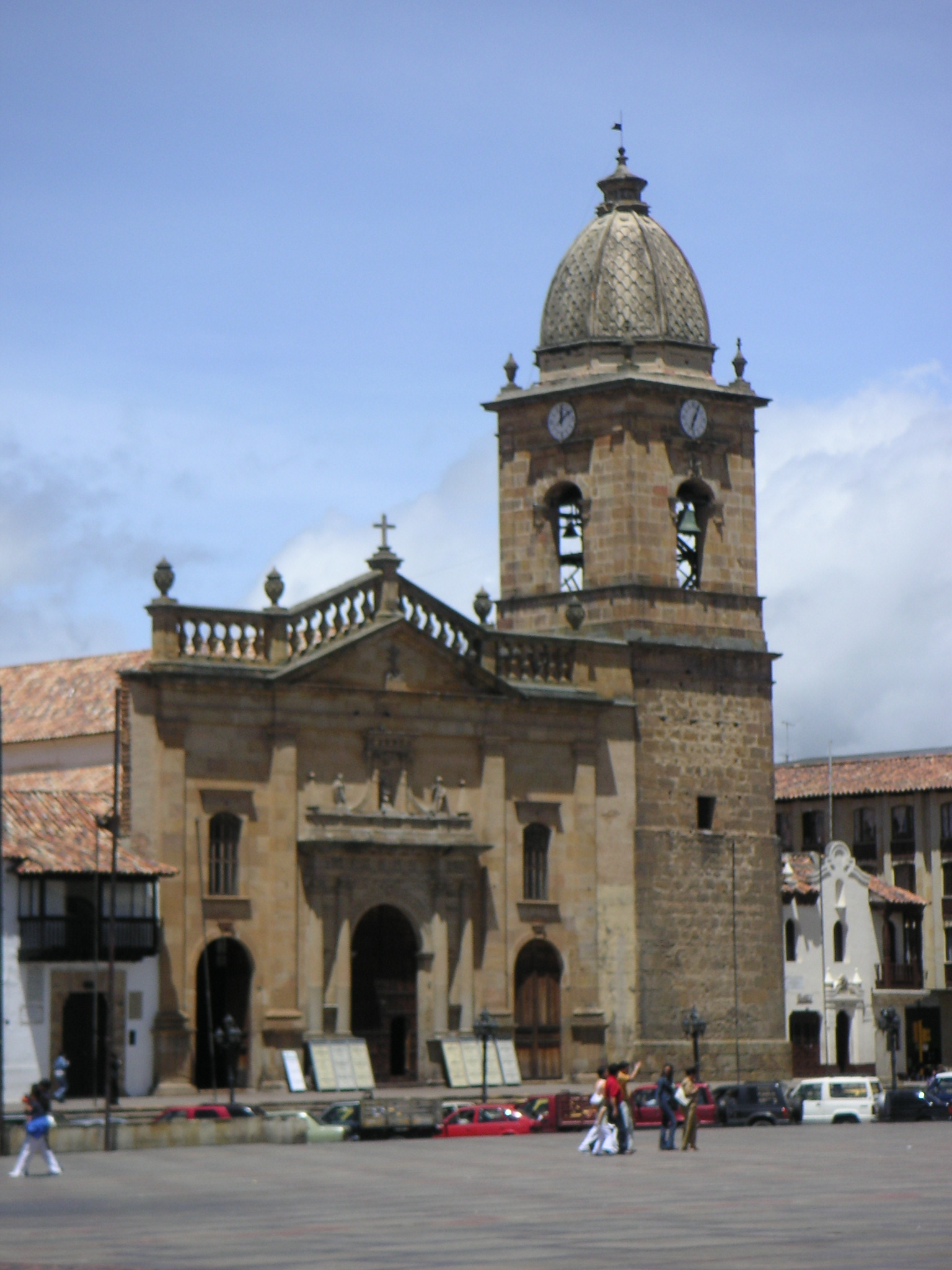
Portal katedry w Tunja